# Runaway with Del Shannon
Runaway with Del Shannon är den amerikanska sångaren och låtskrivaren Del Shannons debutalbum. Albumet utgavs i USA juni 1961 på Big Top Records och innehåller Shannons listetta "Runaway".

## Låtlista
Alla låtar är skrivna och komponerade av Del Shannon, där inget annat uppges.. 
| 1.           | Misery (Doc Pomus, Mort Shuman)  | 1:57  |
| 2.           | Daydreams                        | 2:12  |
| 3.           | His Latest Flame (Pomus, Shuman) | 2:20  |
| 4.           | The Prom                         | 2:20  |
| 5.           | The Search                       | 2:25  |
| 6.           | Runaway (Max Crook, Shannon)     | 2:20  |
| Total längd: | Total längd:                     | 13:34 |

| 1.           | I Wake Up Crying (Burt Bacharach, Hal David) | 2:00  |
| 2.           | Wide Wide World (Pomus, Shuman)              | 2:01  |
| 3.           | I'll Always Love You                         | 2:13  |
| 4.           | Lies                                         | 2:35  |
| 5.           | He Doesn't Care                              | 2:09  |
| 6.           | Jody (Crook, Shannon)                        | 2:23  |
| Total längd: | Total längd:                                 | 13:21 |